# Hans Lüer
Johannes Georg Gustav Lüer (* 11. August 1890 in Wittingen im Landkreis Gifhorn; † 5. Oktober 1980 in Essen) war ein deutscher Straßenbauer, Teer-Chemiker und Erfinder.

## Leben

### Familie
Hans Lüer wurde als Sohn des Unternehmers Kurt Lüer und dessen Ehefrau Helene Sievers geboren. Er war ein Neffe des Architekten Otto Lüer und des Kunsthistorikers Hermann Lüer.
1922 heiratete Hans in Essen Hildegard Wilke, mit der er zwei Söhne hatte.

### Werdegang
Nach dem Besuch der Realgymnasien in Hannover, Berlin-Charlottenburg und Perleberg studierte Lüer Chemie an der Albert-Ludwigs-Universität Freiburg, der Ludwig-Maximilians-Universität München und der Humboldt-Universität zu Berlin, wo er 1916 bei Ernst Beckmann mit der Dissertation „Über Perjodide in der Cumarinreihe“ zum Dr. phil. promovierte. Seit 1911 gehörte er der Freiburger Burschenschaft Alemannia an. Später wurde er auch Alter Herr der Clausthaler Burschenschaft Allemannia (seit 1929 Marburger Burschenschaft Hercynia).
1919 arbeitete Lüer in einem kleinen Versuchslabor in der Gesellschaft für Teerstraßenbau, die sein Vater in Hannover betrieb. An der Technischen Hochschule Hannover hörte er Vorlesungen von Josef Brix und Robert Otzen und vertiefte sein Wissen über Tiefbau. Lüer zog nach Essen, um dort in der Städtischen Bauprüfungsanstalt unter Karl Dammann Versuchsmischungen und -körper aus verschiedenen Arten und Körnungen von Mineralien herzustellen und in einem Versuchslabor der Gesellschaft für „Teerstraßenbau in Sturmshof“ in der Nähe von Bottrop mit verschiedenen Teer-Mineralmassen zu experimentieren. So entdeckte er auch die Hochofenschlacke als Straßenbaustoff. Im Labor der Gesellschaft für Teerverwertung in Duisburg-Meiderich setzte er die Suche nach neuen Straßenteeren fort und schuf die Grundlagen für seine Verfahren zur Herstellung teerbetonartiger Massen und zur Einschlämmung feinkörniger Teer-Mineralmassen in Straßendecken. 1923 übernahm Lüer die Leitung der Kunststraßenbau GmbH in Essen und 1924 – als Nachfolger seines Vaters – die Geschäftsführung der Gesellschaft für Teerstraßenbau in Hannover. Im selben Jahr hielt er bei einer Tagung des Verbandes Leitender Gemeindebeamter in Mayen/Eifel einen Vortrag über die Bauweisen im deutschen Teerstraßenbau. Hintergrund war der geplante Bau des Nürburgrings als Reichsversuchsstraße. Die Nordschleife wurde 1925/1926 in einer Länge von 20 km als Teerstraße gebaut. Dabei kam der von Lüer entwickelte Essener Asphalt, eine Mischung aus feingemahlener Hochofenschlacke und Teer, zum Einsatz. Ebenso wurde eine Verschleißdecke aufgetragen. Dies stellte den Beginn des deutschen Teerstraßenbaues im Großen dar. Er gründete Niederlassungen und Tochtergesellschaften, die mit eigenen Fabrikationsanlagen Straßenteere herstellen konnten.
In seiner Gesellschaft richtete Lüer Abteilungen für Dichtungswesen, Bautenschutz, Gussasphalt sowie Guss- und Walzgussteer ein. 1923 trat er in die Studiensgesellschaft für Teerstraßenbau ein, deren Vorsitzender er 1924 wurde. 1933 führte er die gefärbte Bitumenmasse und die linoleumartige Spachtelmasse ein und erwarb viele Patente. 1937 führte ihn eine Reise in die Vereinigten Staaten und Kanada, um die dortigen hochentwickelten Straßenbauweisen und -maschinen zu studieren. Nach 1945 setzte Lüer seine Arbeit in der Forschungsgesellschaft (1947 wiedergegründet) fort und war im Forschungsbeirat und in den Arbeitsgruppen Asphalt und Teerstraßen, Untergrundforschung und Bodenverfestigung tätig.
1949 schuf er den Arbeitsausschuss „Metallhüttenschlacke“ und leitete seit 1950 die neue Arbeitsgruppe „Hochofenschlacke im Straßenbau“.

### Öffentliche Ämter
- 1924–1934: Vorsitz in der Studiensgesellschaft für Teerstraßenbau, 1924 gegründet mit Sitz in Köln. 1934 wurde Fritz Todt Vorsitzender der Gesellschaft, die fortan den Namen Forschungsgesellschaft für das Straßenwesen (FGS) führte.
- Mitarbeit im Deutschen Normenausschuss (DIN-Normen 1995/96 und 4301)
- Mitglied der Internationalen Straßenteer-Konferenz
- Vorstandsmitglied der  Bundes-Fachabteilung Straßenbau im Hauptverband der Deutschen Bauindustrie

### Ehrungen
- 1955: Ehrensenator der TH Stuttgart

### Schriften (Auswahl)
- 1928: Beiträge zur Teerstraßenbauforschung
- 1930: Der Teerbeton der Gesellschaft für Teerstraßenbau mbH Essen
- 1930: Vergleich der verschiedenen Feststellungen über die Spanne zwischen Tropf- und Erstarrungspunkt[3]
- 1931: Teerstraßenbau unter besonderer Berücksichtigung der Hochofenschlacke
- 1934: Stampfbare Teer-Feinkornbeläge
- 1937: Auswertung von Teerbetonuntersuchungen
- 1952/1962: Hochofen- und Metallhüttenschlacke im Straßenbau (mit W. Lorenz)

### Patente
- 1919: Herstellung stampfasphaltartiger Masse aus Bitumen und Mineral für den  Straßenbau
- 1921: Teeren von Straßen
- 1921: Anschluss des Pflasters an den Straßenoberbau
- 1932:  Verfahren zur Herstellung von bituminösen oder teerigen Stampf- oder Walzbelagmassen
- 1933: Herstellung einer farbigen Belagmasse für Straßenbauzwecke